# Армяно-турецкая война (1920)
Армяно-турецкая война (арм. Հայ-թուրքական պատերազմ), также известная в Турции как Восточный фронт Войны за независимость (тур. Kurtuluş Savaşı Doğu Cephesi) — военный конфликт между Первой Республикой Арменией и Турецким национальном движением 24 сентября — 2 декабря 1920 года.
Война закончилась поражением вооружённых сил Республики Армении и подписанием Александропольского мирного договора. На переговорах  о заключении мира армянская делегация была вынуждена заявить об отказе от признания ранее подписанного Севрского мирного договора и уступить Турции территорию Карсской области. Фактически, однако, армянская делегация к моменту подписания договора утратила свою правомочность, поскольку правительство Республики Армении ушло в отставку, передав власть коалиционному правительству, в состав которого вошли армянские националисты и большевики, а на территорию Армении к этому времени вошли части 11-й Армии РККА РСФСР.
5 декабря в Эривани власть перешла к ревкому, состоявшему в основном из этнических армян из Азербайджана, что де-факто положило конец независимости Республики Армении.

## Предыстория
После поражения в первой мировой войне 30 октября 1918 года правительство Османской империи подписало соглашение о Мудросском перемирии, означавшее фактическую капитуляцию и раздел государства между странами-победителями. В ноябре 1918 года столица империи Константинополь была оккупирована войсками Антанты.

### Движение Мустафы Кемаля
В феврале 1919 года турецкое султанское правительство попыталось нормализовать отношения с Республикой Арменией, предложив автономию для Западной Армении в составе турецкого государства и обмен населением в районах с наибольшей межэтнической напряжённостью, однако армянское правительство, рассчитывая на компенсацию от Запада за геноцид армян, отвергло турецкое предложение, заявив, что армяне не хотят оставаться в составе Турции после событий 1915 года и что турецкое государство утратило моральное право на распоряжение историческими армянскими территориями.
28 мая 1919 года армянские власти заявили о намерении аннексировать шесть вилайетов Западной Анатолии. Подобное заявление представляло собой casus belli для любого турецкого правительства, как и для большей части турецкого общества, а особенно для турецких националистов, которые уже в мае 1919 года заявили о себе в Центральной Анатолии и Западной Анатолии, а девятью месяцами позднее превратились в доминирующую силу под руководством генерал-лейтенанта османской армии Мустафы Кемаля, который, прибыв 19 мая 1919 года в Самсун  в качестве инспектора 9-й армии с поручением контролировать ход разоружения турецкой армии, выступил перед молодёжью и объявил мобилизацию против оккупационных войск.
22 июня 1919 года в Амасье он обнародовал циркуляр (Amasya Genelgesi), который гласил, что независимость страны находится под угрозой, а также объявлял созыв депутатов на Сивасский конгресс.
8 июля 1919 года Кемаль уволился из османской армии. 23 июля — 7 августа 1919 года в Эрзуруме состоялся съезд (Erzurum Kongresi) шести восточных вилайетов империи, за которым последовал Сивасский конгресс, проведённый с 4 по 11 сентября 1919 года. Мустафа Кемаль, обеспечивший созыв и работу этих конгрессов, таким образом определил пути сохранения контроля над территорией страны. Султанское правительство пыталось этому противодействовать, издав 3 сентября 1919 года указ об аресте Мустафы Кемаля, однако исполнить его не смогло. 27 декабря 1919 года Мустафу Кемаля с ликованием встретили жители Ангоры (Анкара).
28 января 1920 года в Константинополе вновь избранная палата депутатов, большинство в которой составили сторонники кемалистского движения, приняли «Декларацию независимости Турции», более известную как Национальный турецкий пакт, или Национальный обет. Территориальные вопросы в этом документе решались следующим образом: вопрос об арабских землях выносился на плебисцит их населения, а земли, населённые представителями турецкой нации, безусловно должны были остаться в составе Турции. Под территорией, населённой турецкой нацией, понималась вся территория современной Турецкой Республики, за исключением Западной Фракии и районов Карса, Ардагана и Батума, где предполагалось провести референдум о государственной принадлежности данных территорий.
В ответ на принятие Национального обета державы Антанты 16 марта 1920 года начали занимать ключевые здания Константинополя и арестовывать турецких националистов, которые потом были высланы на Мальту. 18 марта османский парламент выразил протест против этих действий и был разогнан.
19 марта находившийся в Анкаре Мустафа Кемаль-паша послал всем губернаторам провинций и военным командующим циркулярную телеграмму, в которой предложил им принять участие в «формировании ассамблеи, которая бы имела чрезвычайную власть в вопросах, связанных с управлением нацией»; султанское правительство, ставшее марионеткой интервентов, было полностью дискредитировано, альтернативой ему стало собравшееся в Анкаре Великое национальное собрание Турции (ВНСТ).  Его первое заседание открылось 23 апреля 1920 года. Мустафа Кемаль был избран председателем президиума парламента и главой правительства Великого национального собрания, которое на тот период не признавалось ни одной из держав.
С этого момента в Турции действовали два центра власти — ВНСТ (кемалистское правительство) и международно признанное правительство в оккупированной столице Константинополе — администрация султана Мехмеда VI Вахидеддина.

### Советская помощь Турецкой Республике
26 апреля Мустафа Кемаль обратился к председателю СНК РСФСР В. И. Ленину с просьбой о предоставлении Турции военной и финансовой помощи и предложением установить дипломатические отношения и разработать общую военную стратегию на Кавказе. Эта стратегия касалась преодоления так называемого кавказского барьера, созданного дашнаками, грузинскими меньшевиками и Англией как препятствие для развития отношений между Советской Россией и кемалистами. Дашнакская Армения не позволяла транспортировать грузы в Турцию через свою территорию, а доставка помощи по Чёрному морю затруднялась присутствием кораблей стран Антанты.
Ещё до учредительного собрания ВНСТ Мустафа Кемаль направил в Москву с неофициальной миссией Халиль-пашу, по итогам переговоров которого с Каменевым Совнарком принял решение тайно выделить Турции миллион золотых рублей (774,235 кг золота). Первые 620 кг, о которых договорился во время своей миссии Халиль-паша, прибыли через коридор, установленный совместными действиями 11-й армии РККА и при содействии турецких кемалистов через Азербайджан в конце апреля — первой половине мая, когда там была установлена советская власть, а регулярные армянские войска были выведены.
Тем временем президент США Вудро Вильсон предложил властям Армянской Республики вступить в войну на стороне Антанты, обещая после победы включить в состав Армении все исторические армянские земли. США также обещали Армении помощь вооружением, обмундированием, продовольствием.

### Роль США
Получив известие о том, что султанское правительство намерено дать согласие на то, чтобы вопрос о границе между Турцией и Республикой Армении был решён арбитражем президента США Вудро Вильсона, Великое национальное собрание Турции сочло это унизительным и неприемлемым для Турции. 7 июня оно аннулировало все официальные акты, совершённые султанским правительством без одобрения ВНСТ, начиная с 16 марта 1920 года, то есть со дня перенятия фактической власти в Константинополе оккупантами. 9 июня была объявлена мобилизация в восточных вилайетах. Восточная армия под командованием генерал-лейтенанта Кязым-паши Карабекира была выдвинута через северные районы Ирана в направлении Нахичевана.

## Пограничные столкновения
Главной ударной силой Антанты в войне против Турции в Западной Анатолии была греческая армия, оккупировавшая район Измира с мая 1919 года, поэтому и война эта в литературе получила название Греко-турецкой войны. Великобритания, Франция и США планировали ограничить активность своих войск зоной проливов, не оказывая существенной поддержки Греции в боевых действиях против Турции.
Открытие ещё одного фронта — против Армении — помимо отвлечения сил было чревато для кемалистов осложнением отношений с Советской Россией, считавшей Закавказье сферой своих исключительных интересов.
С началом пограничных столкновений, в которых принимали участие с обеих сторон части регулярных войск, кемалистское правительство Турции и Армения фактически находились в состоянии войны. От военного конфликта стороны какое-то время удерживала позиция руководства Советской России, считавшего войну Турции против Армении нежелательной и выразившего готовность к посредничеству. За несколько недель до подписания Севрского мирного договора Армения направила пограничные войска в Ольтинский округ, который формально не принадлежал Турции, но находился под фактическим контролем мусульманских полевых командиров (в основном курдских) и подразделений турецкой армии, остающихся здесь в нарушение условий Мудросского перемирия. Ввод войск начался 19 июня, а к 22 июня армяне взяли под свой контроль бо́льшую часть территории округа, включая города Ольты и Пеняк. С точки зрения турецких националистов, речь шла о вторжении армянских войск на территорию Турции.
7 июля кемалистское правительство направило ноту армянскому правительству, в которой, ссылаясь на Брест-Литовский и Батумский договоры, потребовало вывести войска с турецкой территории за пределы границы, установленной данными договорами.
Тем временем 11-я армия РККА уже приближалась к границам Нахичевана. Ещё 25 июня командующий армией Левандовский отдал приказ о подготовке к выходу на границу с Ираном, в котором частям предписывалось выйти на линию Нахичеван-Джульфа-Ордубад. В это же время на Нахичевань из Эривани выдвигалась группировка армянских войск под командованием генерала Багдасарова. Однако 2 июля армянская армия натолкнулась на 9-тысячный корпус турецкой армии под командованием Джавид-бея, осуществивший марш-бросок в районы Нахичевани, Джульфы и Ордубада. Передовые части корпуса, насчитывавшие 3 тыс. штыков, достигли Шахтахтов и Нахичевана. В целях налаживания союзнических отношений между Советской Россией и кемалистской Турцией и уточнения путей возможного взаимодействия представители Баязетской дивизии прибыли 7 июля в полевой штаб 20-й дивизии Красной армии, располагавшийся в с. Герусы, с предложением выдвинуть войсковые соединения на линию Нахичевань-Ордубад. Это было необходимо для совместных действий против армянских частей. Поставив перед правительством Армении вопрос о присутствии своих войск в Нахичеване и Зангезуре и не дождавшись положительного ответа, руководство Советской России решило начать военные действия в целях установления советской власти в Нахичеване. Частям Красной армии предписывалось беспощадно уничтожать дашнакские войска, не останавливаясь перед переходом государственной границы Армении. Наступление же армянских войск на Нахичеван было блокировано, с одной стороны, наступательными операциями Красной армии, с другой — массированной атакой турецких войск.
28 июля — 1 августа части РККА и кемалистские войска взяли под свой совместный контроль Нахичеван, где 28 июля была провозглашена Нахичеванская Советская Социалистическая Республика. 10 августа между Арменией и РСФСР был подписан договор о прекращении огня, закрепивший пребывание советских войск на временной основе в спорных территориях — Зангезуре, Карабахе и Нахичеване (под контролем армянских войск остались Шахтахты и весь Шарур).
Тем временем в Москве вела переговоры первая официальная делегация Великого национального собрания Турции под руководством министра иностранных дел Бекира Сами. Турецкая делегация упорно настаивала на необходимости военного похода против Армении, мотивируя это тем, что если за короткий срок не будет создан сухопутный коридор через Нахичеван с Азербайджаном и находящейся там Красной Армией, то гибель национального движения в Турции будет неизбежной. Бекир Сами требовал хотя бы устного согласия Советской России на занятие турками Сарыкамыша и Шахтахты. После выяснения с членом Военно-революционного Совета Кавказского фронта Г. К. Орджоникидзе вопроса о целесообразности занятия турками Шахтахты и Сарыкамыша, Г. В. Чичерин сообщил Бекиру Сами, что советское правительство не будет возражать, при условии что турки не продвинутся далее этой линии. В ходе переговоров было также достигнуто соглашение, которое предусматривало предоставление помощи Великому национальному собранию Турции оружием, боеприпасами и золотом, а в случае необходимости — совместными военными действиями. В распоряжение Г. К. Орджоникидзе были немедленно направлены для последующей передачи туркам 6 тыс. винтовок, свыше 5 млн патронов и 17 600 снарядов. в объёме 10 млн золотых рублей, что соответствовало 7,74 тонны золота дополнительное к уже выделенным 620 кг, о которых договорился во время своей неофициальной миссии Халиль-паша, которого Мустафа Кемаль отправил в Москву с неофициальной миссией до начала работы ВНСТ.  По итогам его переговоров с Каменевым Совнарком принял решение тайно выделить Турции миллион золотых рублей.
10 августа во Франции 14 государств (включая султанское правительство Турции и Республику Армению) подписали Севрский мирный договор, который официально оформлял раздел арабских и европейских владений Османской империи. В частности, султанская Турция признавала Армению как «свободное и независимое государство», Турция и Армения соглашались подчиниться президенту США Вудро Вильсону по арбитражу границ в пределах вилайетов Ван, Битлис, Эрзурум и Трапезунд. Севрский договор был воспринят в Турции как несправедливый и «колониальный», как очевидное проявление неспособности султана Мехмеда VI защищать национальные интересы Турции.
Великое национальное собрание Турции отказалось ратифицировать Севрский мирный договор. Кемалисты не собирались признавать условия договора, по которым им пришлось бы отдать Армении часть исконно турецкой территории, установленной «Национальным турецким пактом», — более того, в их понимании в исконно турецкие земли входила не только Западная Армения, но и по крайней мере половина территории, которую в августе 1920 года контролировала Республика Армения (вся территория к западу от русско-турецкой границы, установленной после войны 1877—1878 годов). Добиться исполнения условий Севрского мирного договора Армения могла бы лишь победой в очередной войне, однако силы сторон были явно неравны. На этот период Армения располагала армией, численность которой не достигала и 30 тысяч человек. Ей противостояла турецкая армия численностью 50 тысяч человек под командованием Кязым-паши Карабекира, остававшаяся на границе с Арменией несмотря на ожесточённые боевые действия в Западной Анатолии между турками и греческой армией, которая также пыталась закрепить территориальные приобретения своей страны по Севрскому мирному договору. Помимо регулярных войск, Карабекир мог рассчитывать на многочисленные нерегулярные вооружённые формирования, также готовые воевать против армян.
Что касается армянской армии, которую считали наиболее обученной и дисциплинированной в Закавказье, она была морально и физически измотана в результате участия в практически не прекращающихся с 1915 года войнах. Как показали дальнейшие события, Армения не могла рассчитывать и на серьёзную внешнеполитическую поддержку, несмотря на посулы США и стран Антанты, тогда как кемалисты пользовались дипломатической и военной помощью со стороны Советской России и Азербайджанской ССР.
Новой турецко-армянской войны можно было бы избежать, если бы Армении удалось заключить военный союз с Грузией, направленный на совместную защиту независимости и территориальной целостности закавказских республик от турецкой и советской экспансии. В середине августа армянское правительство под влиянием нового британского верховного комиссара в Закавказье Клода Стокса предприняло некоторые шаги в этом направлении, однако власти Армении и Грузии не смогли преодолеть существующие между ними разногласия, чему также мешала активность турецкой дипломатии в Тифлисе.
8 сентября в Эрзурум Халиль-паша  вместе с советской делегацией, возглавлявшейся Я. Я. Упмалом, доставил первую партию советской помощи. Халиль-паша возвратился в Турцию через Кавказ. Путь в Анатолию оказался крайне сложным и опасным. Миссия доставила 620 кг золота в слитках, что составило примерно 100 тысяч золотых турецких лир. Двести килограммов было оставлено для нужд Восточной турецкой армии, а оставшиеся были отвезены в Анкару и потрачены в первую очередь на жалование государственным служащим и офицерам.
8 сентября в Анкаре состоялось заседание Высшего военного совета при участии генерала Кязым Карабекира, который предложил начать общее наступление на Армению. Для согласования вопроса с Грузией, в Тифлис выехал член правительства Юсуф Кемаль-бей, приславший оттуда телеграмму: «Дорога открыта».
14 сентября в Эривань прибыла советская делегация во главе с Борисом Леграном, который на следующий день предъявил армянскому правительству требования:
1. Отказаться от Севрского договора.
2. Разрешить советским войскам пройти через Армению для соединения с частями Мустафы Кемаля.
3. Пограничные споры с соседями решать при посредничестве Советской России.

Армянская делегация отказалась признать первый пункт, по остальным же пунктам дала своё согласие и составила проект договора, по которому Советская Россия признавала независимость Армении и вхождение в её состав Зангезура. Советская Россия должна была выступить посредником между Арменией и Турцией в установлении армяно-турецкой границы. Борис Легран условия принял, однако договор так и не был подписан.

## Боевые действия
В армянских и турецких источниках указываются различные даты начала армяно-турецкой войны. Причина расхождений состоит в том, что Турция официально войну Армении не объявляла, а Армения объявила войну лишь 24 сентября; к тому же стороны, как сказано выше, находились в состоянии войны фактически с июня 1920 года, когда между ними начались пограничные конфликты.
Руководство Армении явно недооценило военную и идеологическую мощь турецких националистов и в то же время переоценило свои собственные ресурсы и силы, а также потенциальную поддержку со стороны Запада. В первой половине сентября турецкие силы заняли Олту и Пеняк. В этот же период армянские войска взяли под свой контроль участок территории Сурмалинского уезда в районе Кульпа. 20 сентября начались широкомасштабные военные действия. 22 сентября армянские войска атаковали позиции турецких войск в районе селения Бардус (Бардиз). Натолкнувшись на ожесточённое сопротивление турецких войск и понеся значительные потери, 24 сентября армянские войска были вынуждены отойти к городу Сарыкамыш. Турецкие войска 28 сентября перешли в контрнаступление и, обладая значительным превосходством сил на главных направлениях наступления, сумели в течение нескольких дней сломить сопротивление армянских войск и занять Сарыкамыш, Кагызман (29 сентября), Мерденек (30 сентября), вышли к Ыгдыру. Наступающие турецкие войска опустошали занятые районы и уничтожали мирное армянское население, не успевшее или не захотевшее спасаться бегством. В то же время, как сообщалось, некоторые армянские части начали этнические чистки на территории Карсской области и Эриванской губернии. Через несколько дней турецкое наступление было приостановлено, и вплоть до 28 октября бои велись примерно на этой же линии.
В ходе двухнедельного затишья на турецко-армянском фронте грузинские войска попытались занять южную часть Ардаганского округа, представлявшего собой предмет территориального спора между Грузией и Арменией. Эти действия вызвали дипломатический скандал, особенно учитывая тот факт, что они по времени совпали с переговорами в Тифлисе о заключении армяно-грузинского союза с целью совместного противостояния советской и турецкой экспансии. Переговоры закончились неудачей. Позднее грузинские войска покинули один из занятых участков (район Окама), оставив за собой район озера Чылдыр, который 13 октября был объявлен принадлежащим Грузии. В связи с возобновлением боевых действий на турецко-армянском фронте Армения не смогла этому помешать.
13 октября армянские войска предприняли попытку контрнаступления со стороны Карса, которая, однако не имела успеха. После этой неудачи широкие размеры приняло дезертирство из рядов армянской армии. Этому способствовали распространявшиеся слухи о турецко-советском союзе и осознание отсутствия внешнеполитической поддержки. В начале октября Армения обратилась к правительствам Великобритании, Франции, Италии и других союзных держав с просьбой о помощи — дипломатическом давлении на Турцию, однако великие державы были заняты своими собственными проблемами, и единственным государством, которое отреагировало, стала Греция, активизировавшая боевые действия против кемалистов на западе Малой Азии. Этого, однако, оказалось недостаточно, чтобы заставить Турцию ослабить давление, оказываемое на армянские силы. США обещанной помощи Армении так и не оказали.
28 октября турецкие войска возобновили общее наступление, взяли под свой контроль южную часть Ардаганского округа и 30 октября овладели Карсом (при этом было взято в плен около 3 тыс. солдат, 30 офицеров и 2 генерала армянской армии). После сражения при Карсе отступление армянской армии приняло беспорядочный характер, и пятью днями позже турецкие войска подошли к реке Арпачай (Ахурян), угрожая Александрополю. 3 ноября правительство Армении предложило турецкой стороне перемирие. Командующий турецкой Восточной армией генерал Кязым-паша Карабекир потребовал от армянского командования сдать Александрополь, передать под турецкий контроль железные дороги и мосты в этом районе и отвести армянские части на расстояние 15 км к востоку от реки Ахурян. Командование армянских войск выполнило эти условия.
Тем временем 6 ноября Грузия заявила о своём нейтралитете.
7 ноября турецкие войска заняли Александрополь, и генерал Карабекир предъявил армянскому командованию ещё более жёсткие требования, равносильные требованию капитуляции: в течение 24 часов передать турецким войскам 2 тыс. винтовок, 20 станковых и 40 ручных пулемётов со всеми принадлежностями, 3 артиллерийские батареи с упряжными лошадьми, 6 тыс. орудийных снарядов, 2 паровоза, 50 вагонов и отвести свои войска на восток от линии река Арпачай — станция Алагёз — станция Налбанд — Воронцовка.
Парламент Республики Армении на чрезвычайном заседании отверг эти требования и принял решение обратиться к Советской России с просьбой о посредничестве.
11 ноября турецкие войска возобновили военные действия в районах Калтахчи и Агина, продолжая теснить армянские войска, отступавшие на восток вдоль железной дороги Александрополь — Караклис. Исход войны был фактически предрешён: армянские войска не хотели воевать, дезертирство приобрело громадные размеры. 12 ноября турки заняли станцию Агин. Одновременно турецкими войсками был нанесён удар в районе города Ыгдыр. Армянские войска и население приступили к эвакуации из Сурмалинского уезда, переправляясь через Аракс в районе Эчмиадзина.
С этого момента турецкое наступление на Эривань развернулось с двух сторон. Армянская армия была фактически уничтожена, а вся территория Армении, кроме районов Эривани и озера Севан, была занята турками. Встал вопрос о сохранении армянского государства и армян как нации. Любопытно, что именно в начале ноября президент США Вильсон закончил работу над предложениями о турецко-армянской границе по условиям Севрского мирного договора.
13 ноября грузинские войска взяли под свой контроль нейтральную зону, установленную между двумя государствами в начале 1919 года. Это было сделано с согласия правительства Армении, которое пыталось таким образом предотвратить турецкую оккупацию этой спорной территории. Грузинские войска, однако, на этом не остановились и, продолжая движение на юг, захватили весь сектор Лори, на который Тифлис претендовал со дня провозглашения независимости. По результатам спешно проведённого плебисцита Грузия присоединила эту территорию. 15 ноября представитель кемалистского правительства в Тифлисе предоставил Грузии гарантии территориальной целостности в награду за её нейтралитет в армяно-турецком конфликте.
В середине ноября развернулось турецкое наступление на Эривань с территории Нахичевана, в котором приняли участие и части 11-й армии РККА. 15-16 ноября деморализованные армянские войска оставили Шахтахты и весь Шарур почти без сопротивления, остановив турецко-советское наступление лишь 17 ноября в районе Давалу.
15 ноября правительство Республики Армении обратилось к Великому национальному собранию Турции с предложением мирных переговоров. 18 ноября было заключено перемирие сроком на 10 дней, которое вскоре продлили до 5 декабря.

## Александропольский мир
На запрос о намерениях Антанты, сделанный в Тифлисе армянским представителем Александром Хатисовым, представитель Англии Стокс заявил, что Армении не остаётся ничего кроме как выбрать из двух зол меньшее: мир с Советской Россией.
22 ноября 1920 года Чичерин назначил Буду Мдивани посредником на армяно-турецких переговорах, однако турки отказались признать посредничество Мдивани. 23 ноября в Александрополь выехала армянская делегация. 2 декабря Карабекир, возглавлявший в Александрополе турецкую делегацию, предъявил Армении ультиматум, по условиям которого Армения не могла содержать армию свыше 1500 человек; Карс и Сурмалу считались спорными территориями до референдума; Карабах и Нахичевань находились под мандатом Турции до окончательного решения их статуса. В ночь на 3 декабря дашнакские представители подписали этот договор, при том что к тому моменту уже был подписан договор с представителем Советской России о советизации Армении.

## Установление советской власти в Армении
29 ноября 1920 года группа армянских большевиков при помощи советской 11-й армии и войск советского Азербайджана вошла в город Иджеван и провозгласила создание Революционного комитета, восстание против дашнакского правительства и установление советской власти в Армении.
30 ноября того же года советский полпред Борис Легран ультимативно потребовал вхождения Армении в советскую сферу, после чего 2 декабря между ним и представителями правительства Армении (Дро и Тертеряном) было подписано соглашение, согласно которому: Армения провозглашалась независимой социалистической республикой; образовывался Временный военно-революционный комитет в составе 5 членов от Коммунистической партии и левых дашнаков и 2 членов Дашнакцутюн по соглашению с коммунистами; Москва признавала за Арменией: Эриванскую губернию, часть Карсской области, Зангезурский уезд и часть Казахского уезда; офицеры армянской армии и члены партии Дашнакцутюн не должны подвергаться никаким репрессиям. 4 декабря в Эривань вступила Красная армия, а 6 декабря туда же прибыл Ревком, отказавшийся признавать подписанное с дашнаками соглашение, после чего начались вооружённые столкновения.

## Последствия
Ревком заявил о непризнании Александропольского мира. Фактически судьба турецко-армянской границы была решена в феврале-марте 1921 года на конференции в Москве. Подписанный 16 марта Московский договор (1921) оставлял Карс и Ардаган Турции.
Были чётко обозначены границы Армении, бывший Нахичеванский уезд передавался Азербайджанской ССР, бывший Зангезурский уезд передавался Армении, обговаривался вывод турецких войск из Александрополя, завершившийся к середине мая. Формально, новые условия были оформлены Карсским договором, подписанным 13 октября 1921 года закавказскими правительствами с Турцией.
Тюрковед Павел Шлыков, комментируя значение договора и территориальные уступки Советской России Турецкой республике, указывает: «Москве надо было определиться, что ей важнее: Карс или Батуми, который кемалисты тоже включили в границы „Национального обета“ 1920 года (то есть провозгласили исторически турецкой территорией). Поскольку Батуми был портовым городом и имел важное стратегическое значение, выбор был очевиден. Поэтому по итогам Московского договора 1921 года Турция передала только что провозглашенной Грузинской ССР Батуми, вернула Армянской ССР Александрополь (нынешний Гюмри), а Азербайджанской ССР — Нахичевань». Карсскую область Турция оставила за собой, так как это было закреплено Александропольским договором между Турцией и дашнакской Арменией.
В состав Турции по итогам договора перешли города Артвин, Ардаган и Карс, населённые преимущественно армянами, которые в результате подверглись гонениям турецких властей. Под репрессии подпали и русские переселенцы-молокане, которых турки объявили «пятой колонной» Москвы за отказ от всеобщей мобилизации во время борьбы с греческой интервенцией. «Это само по себе было абсурдно, поскольку молокане всегда были убежденными пацифистами», — считает П.Шлыков.